# Emmanuel Séjourné
Pour les articles homonymes, voir Séjourné.
Emmanuel Séjourné est un compositeur et percussionniste français né le 16 juillet 1961 à Limoges. Sa musique, rythmique, romantique et énergique s’inspire autant de la musique classique occidentale, que de la culture populaire (rock, jazz, musiques extra-européennes).

## Études
Après des études de musique classique en piano, violon, histoire de la musique, acoustique et analyse musicale au Conservatoire de Strasbourg, Emmanuel Séjourné y poursuit sa formation en intégrant, en 1976, la classe de percussions de Jean Batigne, alors également directeur et fondateur des Percussions de Strasbourg. Avec Batigne, il découvre plus particulièrement la musique contemporaine et les musiques improvisées. Élève brillant, il obtient le premier prix de percussions en 1980 et choisit de se spécialiser dans le domaine des claviers de percussion.
L’année 1984 marque le début de sa carrière professionnelle, lui apportant à la fois le poste de professeur des claviers de percussion au Conservatoire de Strasbourg et le Grand Prix audiovisuel de l'Europe pour son disque « Saxophone et Percussion ». C'est à cette période qu'apparaissent aussi ses premières compositions.

## Carrière
En devenant l’un des plus réputés percussionnistes spécialisés dans les claviers de percussion (marimba, vibraphone), Emmanuel Séjourné a peu à peu privilégié la composition, tout en préservant son activité sur scène et dans l’enseignement. À ce jour, il mène ainsi une triple carrière de compositeur, interprète et pédagogue. L'académie de musique de Sofia lui donne le titre de  Doctor Honoris Causa en novembre 2019 pour l'ensemble de sa carrière.

### Compositeur
Dans ses œuvres, Séjourné varie les formations, en composant tantôt pour les formations orchestrales, pour les ensembles de chambre, ou pour les solistes. Eclectique dans ses goûts, il s’intéresse à tout ce qui sort du cadre de la musique purement concertante. Parmi ses œuvres se trouvent aussi des spectacles, de la musique de théâtre, de danse et de film. En outre, il travaille en tant que compositeur avec France Culture, les télévisions allemandes ARD et ZDF et la chaîne de télévision culturelle franco-allemande Arte.
Dès 1984, fasciné par l’association de différentes formes d’expression artistique, Emmanuel Séjourné compose des musiques de scène distinguées un an plus tard par le prix de la meilleure musique de scène au Festival off d'Avignon. Puis, à l’occasion du bimillénaire de la ville de Strasbourg en 1988, il est invité à composer la musique du spectacle « Les Envahisseurs » pour le Ballet du Rhin. Toujours intéressé par la notion de spectacle il écrit en 1998 « Planète Claviers » pour l’ensemble Percussions Claviers de Lyon, commandée par le festival Grame. Ce spectacle, burlesque et insolite, est joué plus de 120 fois entre 1998 et 2001. En 2001, renouant avec sa préférence pour le mélange des formes d’expression, il compose « Famim », commandé et créé par le pianiste jazz Michael Borstslap et l’Amsterdam Percussion Group, une pièce où se côtoient musique improvisée, contemporaine et populaire. Enfin, en 2004, à la demande du Théâtre National du Luxembourg, il écrit la comédie musicale « School Boulevard ».
Il est aussi l’auteur des concertos pour percussions et orchestre, dont deux ont particulièrement séduit un large public international. Son Concerto pour Vibraphone et Orchestre à cordes, composé en 1999 et créé par l’orchestre d’Auvergne, est très bien reçu par les critiques. Le Luxemburger Wort en dira : « [le concerto] apporte la preuve bien vivante du formidable essor de la percussion et de l’émergence du processus de la création en musique contemporaine(…)».
De la même façon, le Concerto pour Marimba et Orchestre à cordes (2006), commandé et interprété par Bogdan Bacanu et accompagné du Salzburg Solisten, s’impose rapidement comme une œuvre incontournable du répertoire du marimba. Il sera enregistré dans leur album « True colors » chez Classic Concert Records.
Emmanuel Séjourné est soutenu dans sa création par de nombreux commanditaires, parmi lesquels les villes d’Arras, d’Aurillac, de Strasbourg et de Luxembourg, le conseil général des Bouches-du-Rhône, l’Institut européen de Chant choral et l’Opéra de Paris.
Par ailleurs, sollicité par le milieu de la percussion, il est commissionné et enregistré par Gary Cook, John Pennington, Ju-Percussion Group, Bob Van Sice, Nancy Zeltsman, Marta Klimasara, Katarzyna Mycka, Sylvie Reynaert et l’Amsterdam Percussion Group. Ses œuvres sont souvent incluses au répertoire de nombreux orchestres, en particulier :  Orchestre philharmonique de Nagoya, Orchestre philharmonique d'Osaka, Sinfonia Toronto, Croatian Radio Television Symphony, Luxembourg Philharmonique, Orchestre de la Suisse romande, Lausanne Chamber Orchestra, Orchestre de la Suisse italienne, Camerata de Bourgogne, Bochumer Symphoniker, Wurttembergisches Kammerorchester, Orchestre d’Auvergne, de Cannes, de Nice et celui de Pau.

### Percussionniste
En 1981, Emmanuel Séjourné fonde avec le saxophoniste Philippe Geiss l’ensemble Noco Music, avec lequel il enregistre le disque « Saxophone et Percussion ». Le disque obtient le Grand Prix audiovisuel de l’Europe en 1984, décerné par l’Académie du Disque français. En 1996, accompagné par le New London Chamber Choir, Emmanuel Séjourné crée « Séance » pour soprano, vibra-midi et chœur, du compositeur anglais James Wood –  œuvre qui par son utilisation originale du vibra-midi ouvre de nouvelles perspectives instrumentales.
Membre de l’ensemble contemporain Accroche-Note depuis 1988, il a créé à ce jour plus d’une centaine d’œuvres des compositeurs tels que Donatoni, Dillon, Aperghis, Manoury, Fedele, Mâche, ou Pesson. Son répertoire d’interprète contient des concertos, de la  musique de chambre et des solos.
Aujourd’hui, il donne de nombreux récitals en Europe, en Asie et Amérique du Nord, et se produit également avec différents orchestres, dont l’Orchestre philharmonique de Luxembourg, avec lequel il a enregistré en 1997 le concerto pour marimba et orchestre de Camille Kerger. Il participe aussi à de nombreux festivals, comme « Archipel » à Genève, « Ars Musica » à Bruxelles, « Ultima » à Oslo, « Musica » à Strasbourg, celui de Huddersfield et de Zurich, les biennales de Zagreb et de Venise. Enfin, il enregistre pour les labels Universal, Empreinte digitale et Auvidis, et est sponsorisé par la société Adams.
Emmanuel Séjourné pratique également les musiques improvisées et le jazz, notamment avec le guitariste Suisse Max Lâsser, le percussionniste Suisse Fritz Hauser et le compositeur Friedemann avec lequel il remporte le German Jazz Award Gold 2012 pour l’album « The Concert ».
Actuellement, il se produit régulièrement dans un programme en duo de claviers de percussion avec Sylvie Reynaert. Ils composent tous deux un duo marimba/vibraphone, généralement en composition libre. Ils sont parfois accompagnés d'un orchestre philharmonique ou d'un ensemble pour rajouter du caractère à leurs interprétations.

### Pédagogue
Depuis 1984, Séjourné enseigne les claviers de percussion au Conservatoire de Strasbourg et à la Haute Ecole des Arts du Rhin, où il est actuellement responsable pédagogique du département percussion. Il obtient son Certificat d'aptitude en percussion en 1991. En 1994, il est nommé conseiller pédagogique du ministère de la culture pour la préparation du Certificat d’aptitude. Il est régulièrement sollicité pour des jurys de concours internationaux et ses master-classes remportent un grand succès dans tous les grands conservatoires d’Europe, d’Asie et d’Amérique du Nord. Parmi ses nombreuses pièces pédagogiques, on compte notamment une méthode de claviers de percussion en 6 volumes. Il est aussi coauteur de « 10 Ans avec la percussion », édité par la Cité de la Musique de Paris.

## Œuvres

### Orchestre / Large Ensemble / Chœur avec soliste
- Concerto pour vibraphone et orchestre à cordes (1999) - commande du Vibraphone International Competition
- Concerto pour percussion solo et harmonie (2002) - commande de l’ADDIM 78
- Concerto pour 3 percussions et harmonie (2002) - commande de l’ADDIM 78
- Concerto pour vibraphone et 5 percussions (2002) - version pour groupe de percussion du concerto pour vibra et orchestre à cordes
- Book of Gemmes (2003) - pour chœur mixte, 2 percussions; texte latin de l’évêque Marbode (1037-1125); commande de Gary Cook et John Pennington
- Concerto pour marimba et orchestre à cordes (2005) - commande de Bogdan Bacanu
- Ketsana (2006) -  pour orchestre symphonique; commande du Young Mondial World Orchestra
- Carmina 86 (2007) - pour chœur mixte, 2 pianos et 5 percussionnistes; commande de l'INECC
- America’s Cup Concerto (2007)  -  pour multi-percussion solo & orchestre; commande du Young Mondial World Orchestra
- Ta voix contre la pauvreté (2008) - suite pour ténor, soprano, chœur, synthétiseur et 2 percussions; basé sur « La Déclaration des Droits de l’Homme »; commande de l'INECC
- ConCerto Fuoco (2009) - pour marimba et harmonie - commande de Attilio Terlizzi
- Magellan Concerto (2010) -  pour percussions et orchestre à cordes - 5 mouvements; commande du Concours International de Percussions Cannes
- Double Concerto pour vibraphone, marimba et orchestre (2012) - commande de Tatiana Koleva
- Orchestral Quizz pour ensemble de percussion (2019) composé pour la semaine en hommage à Régis Famelart au CNRR de Nice. La première représentation de cette œuvre fut jouée par les élèves des classes de percussions des conservatoires de Nice et de Strasbourg.

### Musique de chambre
- African Songs Duo (1994) -  pour 2 marimbas
- African Songs Trio (1992) -  pour 3 marimbas
- MartianTribes (1995) - pour 4 percussions; commande de Rotterdam Percussion
- Losa (1999) - duo marimba et vibraphone
- Famim (2001) - pour piano et 4 percussions; commande de l’Amsterdam Percussion Group
- Famim 2 (2002) - duo pour piano et percussion; commande de l’ensemble Pianisticks
- Resilience (2004) - pièce visuelle pour 8 percussionnistes; commande de Ju Percussion Group
- Departure (2005) - duo 2 marimba 5 octaves; créé par Nancy Zeltsman et Ria Ideta
- Eluard's Pieces (2006) - pour marimba 5 octaves et baryton; commande de Doug Smith
- Sosso-Bala (2007) - pour 8 percussionnistes; commande de Ju Percussion Group
- Suite pour marimba et quatuor de percussions (2007) - commande de Laurent Mariusse
- Attraction (2007) -  pour violon, marimba 5 octaves et bande; commande de l'Opéra de Paris
- Calienta (2009) - pour guitare et marimba 5 octaves; commande du duo Berimba
- Abalone (2011) -  pour flûte et 2 marimbas 5 octaves; commande de l’association Art, Culture et Tradition de St Paul de Vence
- Avalanche (2012) - pour percussion (vibra, marimba) et piano;  commande de A.Gerassimez
- Promenades (2013) - pour soprano, marimba et 2 cristaux baschet; commande de l'ensemble Hope

### Solo
- Nancy (1989) - pour marimba 5 octaves
- African Songs (1991) - pour marimba
- Katamiya (1995) - pour marimba
- Chandigarh (2007) - pour marimba 5 octaves ; commande de Guy Frisch
- Romantica (2007) - pour marimba 5 octaves
- Prelude (2012) - pour marimba 5 octaves ; commande de Bogdan Bacanu

### Spectacles
- Planète Claviers (1998) - spectacle pour 5 percussionnistes ; commande du groupe Percussions Claviers de Lyon
- Quarto para Quatro (2001) - spectacle pour 4 percussionnistes ; commande du groupe Drumming (Portugal)
- Resilience (2004) - spectacle pour 8 percussions ; commande de Ju Percussion Group (Taiwan)
- Comment on fait pour le soleil (2004) - commande du conseil régional Provence-Alpes-Côte d'Azur (musique : E.Séjourne ; textes/mise en scène : Pierre-Jean Carrus)
- School Boulevard (2005) - comédie musicale ; commande du Théâtre National du Luxembourg (musique : E.Séjourné ; scénario : E.Séjourné/C.Duguet ; dialogues : C.Duguet ; mise en scène/chorégraphie : G.Celestino)

### Compositions Jeune Public
- Issa (2004) -  pour ensemble de percussion, chœur d'enfant, ténor et soprano ; commande de la ville d'Arras
- La forêt (2006) - pour ensemble de percussion, quartet de jazz et récitant ; commande de la ville d'Aurillac
- Kiga (2007) - pour grand ensemble de percussion; commande de l'association Ça Percute
- Esperanto (2010) - pour ensemble à vent, percussion, harpe, chœur d'enfant ; commande de la Communauté de communes Coteaux d'Azur
- Alcyan (2011) - pour grand ensemble de percussion et chœur mixte ; commande de l’association Percutemps / ville d’Arras
- La maison des mots (2013) - pour chœur d'enfants et ensemble de jazz ; commande de l'INECC

### Danse
- Gwen (1985) - pour bande magnétique ; chorégraphie de J.Garcia pour le groupe chorégraphique de l’Opéra du Rhin
- La Saga des Rohan (1989) - fresque historique; commande de la ville de Saverne et du conseil régional d’Alsace
- Feu (1989) - commande de la ville de Strasbourg à l’occasion du bicentenaire de la Révolution française
- Syndrome 87 (1987) - pour bande magnétique ; chorégraphie de Marie-Anne Thil
- Musicoregraphiline (1987) - trio pour 2 percussions et saxophone ; commande du Festival de Ludwigsburg ; chorégraphie de Marianne Thil
- Les Envahisseurs (1988)  - pour groupe de percussion, synthétiseur et 6 cuivres ; commande de la ville de Strasbourg ; chorégraphie de Jean Sarelli pour le Ballet du Rhin
- Fête Nationale (2002) - commande de la ville de Luxembourg à l’occasion de la Fête Nationale du Luxembourg
- Metathesis (2014) - pour 2 percussions et 2 danseurs - commande du duo KrausFrink Percussion

### Théâtre et poésie
- Schpaane und Scharwe (1983) - Théâtre des Drapiers
- La légende des siècles (1985) - Compagnie MAL / TJP
- Jacques le peintre (1985) - Théâtre des Drapiers
- Dans la nuit (1987) - Théâtre des Drapiers
- Brel Abend (2001) -  Wallgrabentheater Freiburg (Allemagne)
- Blue Room (2001) -  Wallgrabentheater Freiburg (Allemagne)
- Ode à Oum (2013) - pour 2 percussions ; textes de Sylvie Nève ; commande de l'association Percutemps

### Télé / Radio
- Deutschland im August (1985) - Film ZDF (Allemagne)
- Schmutzohne Grenzen (1986) - Film ARD (Allemagne)
- Le monastère hanté (1986) - Feuilleton France-Culture
- Jeu de mort (1987) - Court-métrage
- Le lutin aux rubans (1987) - Feuilleton France-Culture
- Meingewissensagtnein (1988) - Fiction ZDF (Allemagne)
- Null Bock in der Kunst (1989) - Film ARD (Allemagne)
- Gleichnisse (1990) - Film ARD (Allemagne)
- Paraboles (1991) - Film ARD / ORF / SRG
- Gleichnisse (1997) - Film ARD (Allemagne)
- Mississipi (2000) - Film ARTE
- J'ai vu changer la terre (2010) - série France 5
- Des racines et des ailes (2011) - France 3
- Thalassa (2013) - France 3

## Discographie

### Interprète
musique contemporaine en soliste :
Withered leaves - New Birth – pour marimba solo et orchestre - œuvres de Kerger, Manoury, Mâche, Almada, Smith, Batistelli et
Takemitsu - avec l’Orchestre philharmonique de Luxembourg, direction Paul Polivnick – Cristal / SCACD 54221
Centre International de Percussion – Donatoni « Mari » – Grammond Portrait / MGB CTS-M81
avec ensemble Accroche-Note :
Accroche-Note « Live in Berlin » – MFP
Georges Aperghis « Simulacres » – Universal
Ivan Fedele « Maja » – Eempreinte digitale 2004 (Coup de cœur Charles Cros, 5 diapasons du Monde de la musique)
Philippe Manoury – Musique de chambre – Empreinte digitale 2007
François-Bernard Mâche – Musique de chambre – Empreinte digitale 2007
Interprète jazz :
Friedemann « Indian Summer » – Biber Records 1987
Friedemann « Short stories » – Biber Records 2002
Friedemann « The Concert » – Biber Records 2005 (German Jazz Award Gold 2012)

### Compositeur
Sosso-Bala – CD « Moving on » Ju-Percussion Group - Windmusic.com
Famim – CD « Release »  Amsterdam Percussion Group – APG Music 2003
Departures – CD « Marimba Classica » Katarzyna Mycka  – SWR Stuttgart/MONS Records 2008
Concerto pour marimba et orchestre – CD « True colors » Bogdan Bacanu –  Classic Concert Records
Concerto pour vibraphone – CD « Vibraphone Concertos » Alexandru Anastasiu et Bucharest National Radio Orchestra – Sniper
Media 2009
Nancy  – CD « Rhytm and Time » Bob Van Sice – Biber Records 66601
Katamiya – CD « See ya Thursday » Nancy Zeltsmann  – Equilibrium EQ 29
Concerto no 2 pour marimba et harmonie - CD « ConCerto Fuoco » Attilio Terlizzi/JOS – LaBel Frappe 2012

## Jurys
Concours International de Marimba Luxembourg (1996)
World Marimba Competition Tokyo (1999)
Concours International d’Interprétation Genève (2002)
Concours International de Vibraphone (1999,2002)
Concours International de Percussion Luxembourg (2005)
Concours OSM/standard life Montréal (2009)
Pendim Competition Bulgarie (2009)
Concours International de Percussion Cannes (2010)
Tromp Competition Eindhoven (2010)
International  Marimba Competition Salzburg (2007,2009,2012)
Con Uco percussion Cordoba (2013)

## Éditeurs
- Norsk Musikforlag, Alfonce production, Zimmermann, Honeyrock
- Éditions pédagogiques: Leduc, Lemoine, Combre, Zimmermann, Alfonce production, Honeyrock